# Thursday October Christian
Thursday October Christian (listopad 1790. u Pitcairnu - 21. travnja 1831.), prvo dijete rođeno na otoku Pitcairn, sin je vođe pobunjenika Fletcher Christiana iz Moorland Closea u Cumberlanda u Engleskoj i Tahićanke Maimiti
Njegovim je rođenjem začeta nova nacija Pitkernaca, naroda koji živi na otoku Pitcairn. Thurday je opisan kao osoba atletske građe odjeven u vestu bez rukava, s hlačama do koljena i šeširom okićenim kokotovim perjem, tamne puti i kosom koja mu je padala do ramena.
U svojoj šesnaestoj godini (1805.) oženio se za Terauru, pratilju britanskog pomorca Neda Younga, koja se oko 1775. rodila na Tahitima u selu Raatiran, s kojom je imao šestero djece: Joseph John Christian (rođen 1806), Charles Christian (rođen 1808.), Mary Christian (rođena 1810.), Polly Christian (1814.), Peggy Christian (1815.) i Thursday October Christian (1820.).
Zajedno s brojnim Pitkerncima Thursday 1831., odlazi na Tahite, ali nema imuniteta na bolesti koje su se pojavile na tim otocima pa umire 21 travnja. Thursday je bio vjerojatno najpoštovaniji i najstarija osoba u prvoj generaciji Pitkernaca. Jedanaest drugih Pitkernaca također umire od zaraza, pa ostali napuštaju Tahite 14. kolovoza 1831. i vraćaju se na Pitcairn. 